# Diferencia (filosofía)
Diferencia es un concepto clave de filosofía, que denota el proceso o conjunto de  propiedades mediante el cual una  entidad se distingue de otra dentro de un campo o un sistema conceptual dado. En el  sistema filosófico occidental, la diferencia se ve tradicionalmente como opuesta a la  identidad, siguiendo a Gottfried Leibniz, y en particular, su Ley de la identidad de indiscernibles. En las explicaciones  estructuralistas y  postestructuralistas, sin embargo, se entiende que la diferencia es "constitutiva" tanto del significado como de la identidad. En otras palabras, porque la identidad (en particular, identidad personal) se ve en términos como un constructo, y porque los constructos solo producen significado a través de la interacción de las diferencias, se da el caso de que tanto para el estructuralismo como para el postestructuralismo, no se puede decir que la identidad exista sin diferencia.

## Diferencia en la ley de Leibniz
Para  Gottfried Leibniz el principio de la identidad de los indiscernibles establece que dos cosas son idénticas si y sólo si comparten las mismas y sólo las mismas propiedades. Este es un principio que define la identidad más que la diferencia, aunque estableció la tradición en lógica y filosofía analítica de concebir la identidad y la diferencia como oposiciones.

## La crítica de Kant
En su  Crítica de la razón pura , Immanuel Kant sostiene que es necesario distinguir entre la cosa en sí y su apariencia. Incluso si dos objetos tienen completamente las mismas propiedades, si están en dos lugares diferentes al mismo tiempo, son numéricamente diferentes:

 Identidad y diferencia  .— ...Así, en el caso de dos gotas de agua, podemos hacer una abstracción completa de toda diferencia interna (calidad y cantidad), y el hecho de que son intuidas al mismo tiempo en diferentes lugares, es suficiente para justificarnos al considerarlos como fenómenos numéricamente diferentes considerados como cosas en sí mismas, en consecuencia como, es decir, objetos de entendimiento puro, y en este caso su principio de lo indiscernible no es el de ser impugnado. Pero, como los fenómenos son objetos de la sensibilidad y, como el entendimiento, respecto de ellos, debe emplearse empíricamente y no pura o trascendentalmente, la pluralidad y la diferencia numérica están dadas por el espacio mismo como condición de los fenómenos externos. Porque una parte del espacio, aunque puede ser perfectamente similar e igual a otra parte, todavía carece de él, y solo por esta razón es diferente de la última... Se sigue que esto debe ser válido para todas las cosas que están en las diferentes partes del espacio al mismo tiempo, por muy similares e iguales que sean unas a otras.

## Diferencia en estructuralismo
La lingüística estructural, y posteriormente el estructuralismo propiamente dicho, se basan en la idea de que el significado sólo puede producirse de manera diferencial en sistemas significantes (como el lenguaje). Este concepto se destacó por primera vez en los escritos del lingüista suizo Ferdinand de Saussure y fue desarrollado para el análisis de las estructuras sociales y mentales por el  antropólogo francés Claude Lévi-Strauss. El primero se preocupó por cuestionar la visión predominante del significado "heredado" en las palabras, o la idea de que el lenguaje es una nomenclatura que tiene una correspondencia biunívoca con lo real. En cambio, Saussure sostiene que el significado surge a través de la diferenciación de un signo de otro, o incluso de un fonema de otro: 
 En el lenguaje solo hay diferencias. Aún más importante: una diferencia generalmente implica términos positivos entre los cuales se establece la diferencia; pero en el lenguaje solo hay diferencias sin términos positivos. Ya sea que tomemos el significado o el significante, el lenguaje no tiene ideas ni sonidos que existían antes del sistema lingüístico, sino solo diferencias conceptuales y fónicas que han surgido del sistema. La idea o sustancia fónica que contiene un signo es de menor importancia que los demás signos que lo rodean... Un sistema lingüístico es una serie de diferencias de sonido combinadas con una serie de diferencias de ideas; pero el emparejamiento de un cierto número de signos acústicos con tantos cortes del pensamiento de masas engendra un sistema de valores.
En su  Antropología estructural , Claude Lévi-Strauss aplicó este concepto al estudio antropológico de las estructuras mentales, parentesco y sistemas de creencias, examinando la forma en que el significado social emerge a través de una serie de oposiciones estructurales entre grupos de parentesco emparejados / opuestos, por ejemplo, o entre categorías básicas de oposición (como amigo y enemigo, vida y muerte, o en un volumen posterior, The Raw and the Cooked.

## Diferencia en el postestructuralismo
El filósofo francés Jacques Derrida amplió y criticó profundamente el pensamiento estructuralista sobre los procesos mediante los cuales se produce el significado a través de la interacción de la diferencia en el lenguaje y, en particular, en la escritura. Mientras que la lingüística estructuralista había reconocido que el significado es diferencial, gran parte del pensamiento estructuralista, como la narratología, se había centrado demasiado en identificar y producir una tipología de las estructuras diferenciales fijas y las oposiciones binarias que funcionan en cualquier sistema dado. En su obra, Derrida buscó mostrar cómo las diferencias de las que depende cualquier sistema significante no son fijas, sino que quedan atrapadas y enredadas entre sí. La escritura misma se convierte en el prototipo de este proceso de entrelazamiento, y en Of Grammatology (1967) y "Différance" (en Margins of Philosophy, 1972) Derrida muestra cómo el concepto de escritura (como la ausencia paradójica o despresenciación de la voz viva) se ha subordinado a la deseada "presencia plena" del habla dentro de la tradición filosófica occidental. Su primer pensamiento sobre la relación entre escritura y diferencia se recoge en su libro de ensayos titulado "Escritura y diferencia" (1967).
En otra parte, Derrida acuñó el término (un error ortográfico deliberado de para proporcionar un gancho conceptual para su pensamiento sobre los procesos de significado que operan dentro de la escritura / lenguaje). Este neologismo es un juego de los dos significados de la palabra francesa: diferir y diferir. Derrida argumenta así que el significado no surge de diferencias fijas entre elementos estáticos en una estructura, sino que los significados producidos en el lenguaje y otros sistemas significantes son siempre parciales, provisionales e infinitamente diferidos a lo largo de una cadena de diferir / diferir significantes. Al mismo tiempo, la propia palabra  realiza  este entrelazamiento y confusión de significados diferenciales, pues depende de una mínima diferencia (la sustitución de la letra "a" por la letra "e") que no puede ser aprehendida oralmente. habla, ya que los sufijos "-ance" y "-ence" tienen la misma pronunciación en francés. La "fonémica" (no) diferencia entre y solo se puede observar en la escritura, por lo que produce un significado diferencial solo de manera parcial, diferida y entrelazada.
Ha sido definida como "la no originaria, constitutiva-disruptiva de la presencia": espacialmente, difiere, crea espacios, rupturas y diferencias y, temporalmente, difiere, retrasando que la presencia sea jamás alcanzada por completo.
En una línea similar, la Diferencia y repetición de Gilles Deleuze (1968) fue un intento de pensar que la diferencia tiene un privilegio ontológico sobre la identidad, invirtiendo la relación tradicional entre esos dos conceptos e implicando que las identidades solo se producen a través de procesos de diferenciación.